# Ameridion armouri
Ameridion armouri là một loài nhện trong họ Theridiidae.
Loài này thuộc chi Ameridion. Ameridion armouri được Herbert Walter Levi miêu tả năm 1959.